# Od nowa (singel)
Od nowa – pierwszy singel polskiego zespołu muzycznego Kwiat Jabłoni z ich trzeciego albumu studyjnego, zatytułowanego Pokaz slajdów. Singel został wydany 6 lipca 2023.
Piosenka zdobyła nagrodę Bursztynowego Słowika na festiwalu Top of the Top w Sopocie.
Kompozycja znalazła się na 1. miejscu listy OLiA, najczęściej odtwarzanych utworów w polskich rozgłośniach radiowych. Nagranie otrzymało w Polsce status potrójnie platynowego singla, przekraczając liczbę 150 tysięcy sprzedanych kopii.

## Geneza utworu i historia wydania
Utwór napisali i skomponowali Jacek Sienkiewicz i Katarzyna Sienkiewicz, a za produkcję piosenki odpowiadają Michał Bąk, Jacek Sienkiewicz, Katarzyna Sienkiewicz oraz Jakub Krukowski.
Singel ukazał się w formacie digital download 6 lipca 2023 w Polsce za pośrednictwem wytwórni płytowej Universal Music Polska. Piosenka została umieszczona na trzecim albumie studyjnym zespołu muzycznego – Pokaz slajdów.
W sierpniu za wykonanie singla zdobył nagrodę Bursztynowego Słowika na festiwalu Top of the Top w Sopocie. W grudniu 2023 piosenkę zaśpiewali na żywo w ramach cyklu „ZET Akustycznie” i „Poplista Live Sessions” na kanale radia RMF FM. 13 lutego 2024 zaprezentowali utwór podczas gali Bestsellerów Empiku 2023. 22 marca wykonali singel podczas gali Fryderyki 2024. 19 sierpnia 2024 wykonali utwór podczas koncertu Gorączka sopockiej nocy na Top of the Top Sopot Festival 2024. 9 listopada singel został zaprezentowany telewidzom stacji TVP2 w programie The Voice of Poland.

## „Od nowa” w stacjach radiowych
Nagranie było notowane na 1. miejscu w zestawieniu OLiA, najczęściej odtwarzanych utworów w polskich rozgłośniach radiowych.

## Teledysk
Do utworu powstał teledysk w reżyserii rodzeństwa Ejryszew (Draże), który udostępniono w dniu premiery singla za pośrednictwem serwisu YouTube.

## Lista utworów
- Digital download[2]

1. „Od nowa” – 3:49

## Notowania
| Kraj   | Lista (2023)             | Najwyższa pozycja |
| ------ | ------------------------ | ----------------- |
| Polska | Billboard Poland Songs   | 18                |
| Polska | OLiS – single w streamie | 19                |

| Kraj   | Lista (2023)                   | Najwyższa pozycja |
| ------ | ------------------------------ | ----------------- |
| Polska | OLiS – oficjalna lista airplay | 1                 |

| Kraj   | Lista (2023)                   | Pozycja |
| ------ | ------------------------------ | ------- |
| Polska | OLiS – oficjalna lista airplay | 12      |
| Polska | Lista (2024)                   | Pozycja |
| Polska | OLiS – oficjalna lista airplay | 88      |

## Certyfikaty
| Kraj          | Certyfikat         | Sprzedaż |
| ------------- | ------------------ | -------- |
| Polska (ZPAV) | 3× platynowa płyta | 150 000+ |

## Wyróżnienia
| Rok  | Konkurs                            | Kategoria                   | Rezultat    |
| ---- | ---------------------------------- | --------------------------- | ----------- |
| 2023 | Top of the Top Sopot Festival 2023 | Bursztynowy Słowik          | Wygrana     |
| 2023 | Gorąca 100                         | 100 największych hitów 2023 | 11. miejsce |
| 2023 | Przebój roku RMF FM 2023           | Przebój roku                | 14. miejsce |